# Prip
Prip er en uddød jysk uradelsslægt, der i sit våben førte et rødt eller sort møllehjul med otte tænder i sølvfelt og samme figur på hjelmen, til tider mellem to vesselhorn eller holdt af to væbnede arme. 1387 nævnes Henrik Pedersen Prip som fuldmægtig for Jens Andersen Brock på Nørherreds ting. Slægtens senest dokumenterede mandslinje uddøde med Iver Prip i 1644 og slægten formodes helt uddød ved Maren Prips død 2. august 1650.
Nogle nulevende Prip-familiers stamtræer rækker dog tilbage til 1600-tallet, hvorfor en familiær relation til den jyske uradelsslægt i nogle nulevende Prip-familier er højst plausibel.

## Ekstern henvisning
http://www.roskildehistorie.dk/stamtavler/adel/Prip/Prip.htm
| Slægtsnavne | Spire Denne artikel om et slægtsnavn er en spire som bør udbygges. Du er velkommen til at hjælpe Wikipedia ved at udvide den. |